# Iwan Czarykow
Iwan Matwiejewicz Czarykow (ros. Иван Матвеевич Чарыков, ur. 9 września 1902 we wsi Jefriemowo-Zykowo w guberni samarskiej, zm. 25 sierpnia 1965 w Moskwie) – radziecki polityk.

## Życiorys
Od 1924 należał do RKP(b), 1926 ukończył gubernialną szkołę budownictwa radzieckiego i partyjnego w Samarze, 1926-1930 studiował w Leningradzkim Instytucie Polityczno-Oświatowym im. Krupskiej. Od 1930 kierował szkołą młodzieży kołchozowej, później był dyrektorem i wykładowcą historii w technikum rolniczym w Bugurusłanie, kierownikiem rejonowego oddziału edukacji narodowej w Bugurusłanie, kierownikiem miejskiego oddziału edukacji narodowej w Czapajewsku i następnie do 1937 dyrektorem i nauczycielem historii w technikum bibliotecznym w Uljanowsku. W latach 1937–1938 był II sekretarzem Komitetu Miejskiego WKP(b) w Uljanowsku, 1938 kierownikiem Wydziału Kierowniczych Organów Partyjnych Komitetu Obwodowego WKP(b) w Kujbyszewie (obecnie Samara), 1938-1939 III sekretarzem Komitetu Obwodowego WKP(b) w Kujbyszewie, a od 1939 do marca 1940 pracownikiem Zarządu Kadr KC WKP(b). Od 4 marca 1940 do 2 grudnia 1948 był I sekretarzem Czuwaskiego Komitetu Obwodowego, od grudnia 1948 do 1950 słuchaczem kursów dokształcających przy KC WKP(b), od 1950 do kwietnia 1951 inspektorem KC WKP(b), a od kwietnia 1951 do 1953 przewodniczącym Rady ds. Kołchozów przy Radzie Ministrów ZSRR na obwód nowogrodzki. W 1953 kierował Wydziałem Przemysłowo-Transportowym Nowogrodzkiego Komitetu Obwodowego KPZR, 1953-1954 I sekretarzem Komitetu Miejskiego KPZR w Nowogrodzie Wielkim, następnie do 1960 szefem wydziału Głównego Zarządu Przesiedlenia i Zorganizowanego Naboru Robotników przy Radzie Ministrów RFSRR. Był odznaczony trzema Orderami Lenina i Orderem Wojny Ojczyźnianej I klasy.